# Ungleichung von Weitzenböck

In der Mathematik besagt die Ungleichung von Weitzenböck, benannt nach Roland Weitzenböck, dass für ein Dreieck ABC mit den Seitenlängen {\displaystyle a}, {\displaystyle b}, {\displaystyle c} und seiner Fläche {\displaystyle F} folgende Aussage gilt:
{\displaystyle a^{2}+b^{2}+c^{2}\geq 4{\sqrt {3}}\,F}.
Gleichheit gilt genau dann, wenn das Dreieck gleichseitig ist. Die Ungleichung von Pedoe ist eine Verallgemeinerung der Ungleichung von Weitzenböck auf zwei Dreiecke. Eine Verschärfung der Ungleichung von Weitzenböck liefert die Ungleichung von Hadwiger-Finsler.

## Geometrische Deutung und Beweis
Stellt man die Gleichung etwas um, so erhält man eine Darstellung, aus deren geometrischer Deutung sich ein einfacher geometrischer Beweis ergibt.
{\displaystyle {\frac {\sqrt {3}}{4}}a^{2}+{\frac {\sqrt {3}}{4}}b^{2}+{\frac {\sqrt {3}}{4}}c^{2}\geq 3F}.
Hier steht auf der linken Seite der Ungleichung die Summe der Flächen der gleichseitigen Dreiecke die über den Seiten des Dreiecks ABC errichtet worden sind, diese ist also immer größer oder gleich der dreifachen Fläche des Dreiecks ABC.
{\displaystyle F_{a}+F_{b}+F_{c}\geq 3F}.
Zerlegt man das Dreieck ABC nun an seinem Fermatpunkt P in drei Teildreiecke, so besitzt jedes dieser Teildreiecke einen {\displaystyle 120^{\circ }}-Winkel in P und passt dreimal in das anliegende gleichseitige Dreieck. Auf diese Weise hat man die dreifache Fläche des Dreiecks ABC innerhalb der gleichseitigen Dreiecke erzeugt, deren Flächensumme damit größer oder gleich sein muss. Diese Zerlegung des Dreiecks ABC ist aber nur möglich, wenn alle seine Innenwinkel kleiner als {\displaystyle 120^{\circ }} sind. Ist dies nicht der Fall, so kann man aber das gesamte Dreieck dreimal innerhalb des gleichseitigen Dreiecks über der längsten Seite unterbringen, womit die Flächensumme aller gleichseitigen Dreieck erst recht größer ist.

## Beweis mit der Formel von Heron
Mit Hilfe der Heronischen Formel für die Dreiecksflächen erhält man einen algebraischen Beweis:
{\displaystyle {\begin{aligned}F&{}={\frac {\sqrt {(a+b+c)(a+b-c)(b+c-a)(c+a-b)}}{4}}\\&{}={\frac {1}{4}}{\sqrt {2(a^{2}b^{2}+a^{2}c^{2}+b^{2}c^{2})-(a^{4}+b^{4}+c^{4})}}.\end{aligned}}}
Aus der Nichtnegativität von Quadraten folgt dann:
{\displaystyle {\begin{aligned}{}&(a^{2}-b^{2})^{2}+(b^{2}-c^{2})^{2}+(c^{2}-a^{2})^{2}\geq 0\\{}\iff &2(a^{4}+b^{4}+c^{4})-2(a^{2}b^{2}+a^{2}c^{2}+b^{2}c^{2})\geq 0\\{}\iff &{\frac {4(a^{4}+b^{4}+c^{4})}{3}}\geq {\frac {4(a^{2}b^{2}+a^{2}c^{2}+b^{2}c^{2})}{3}}\\{}\iff &{\frac {(a^{4}+b^{4}+c^{4})+2(a^{2}b^{2}+a^{2}c^{2}+b^{2}c^{2})}{3}}\geq 2(a^{2}b^{2}+a^{2}c^{2}+b^{2}c^{2})-(a^{4}+b^{4}+c^{4})\\{}\iff &{\frac {(a^{2}+b^{2}+c^{2})^{2}}{3}}\geq (4F)^{2}\end{aligned}}}
Daraus folgt unmittelbar die Behauptung, wenn man auf beiden Seiten die Quadratwurzel zieht. Aus der ersten Zeile ist auch zu erkennen, dass Gleichheit genau für {\displaystyle a=b=c} auftritt, also für gleichseitige Dreiecke.

## Geschichte
Die Ungleichung wurde erstmals am 1897 in der rumänischen Mathematik Zeitschrift Gazetei Matematice veröffentlicht. Dort wurde von Ion Ionescu, dem Herausgeber der Zeitschrift, die folgende Aufgabe (Problem 273) gestellt:

„Zeige, dass kein Dreieck existiert für das {\displaystyle 4F{\sqrt {3}}>a^{2}+b^{2}+c^{2}} gilt“

Eine Lösung der Aufgabe wurde von der Zeitschrift im darauffolgenden Jahr veröffentlicht. Unabhängig davon publizierte Roland Weitzenböck 1919 einen Artikel in der Mathematischen Zeitschrift mit dem Titel Über eine Ungleichung in der Dreiecksgeometrie. Dort stellte er die folgende Ungleichung zusammen mit mehreren Beweisen und Erweiterungen vor:

„Ist F der Flächeninhalt eines ebenen Dreiecks mit den Seiten a, b und c, so ist stets {\displaystyle {\tfrac {F}{a^{2}+b^{2}+c^{2}}}\leq {\tfrac {1}{12}}{\sqrt {3}}}.“

1961 wurde die Ungleichung für die zweite Aufgabe in der dritten Internationalen Mathematik-Olympiade in Veszprém (Ungarn) verwandt:

„Seien a, b, c die Seiten eine Dreiecks und K seine Fläche. Beweise {\displaystyle a^{2}+b^{2}+c^{2}\geq 4{\sqrt {3}}K}. In welchem Fall gilt die Gleichheit?“